# Kim Rhodes
Kimberly Rhodes (ur. 7 czerwca 1969 w Portland) – amerykańska aktorka filmowa, telewizyjna i komediowa.

## Wczesne życie
Urodziła się i wychowała w Portlandzie w stanie Oregon. Jej rodzicami byli Jane i Frank. Ma jedną siostrę, Jennifer.
Ukończyła Benson Polytechnic High School a następnie uczęszczała do Southern Oregon University i ukończyła je w 1991 roku, uzyskując tytuł magistra sztuk pięknych w Temple University. Pracowała jako wolontariuszka w zoo. Przez trzy lata była asystentką technika weterynarii.

## Kariera
Zadebiutowała w operze mydlanej Another World (1996–1999) i jej kontynuacji As the World Turns (2000–2001) w której wcielała się w postać pielęgniarki Cynthii „Cindy” Harrison. W 1998 wraz z Markiem Pinterem grającym czarny charakter rolę polityka i jej męża Grinta, została nominowana do nagrody magazynu Soap Opera Digest w kategorii „Ulubiona nowa para”. Zagrała Lyndsay Ballard w jednym odcinku „Ashes to Ashes” w serialu Star Trek: Voyager. Przed debiutem w Disney Channel grała w Oregon Shakespeare Festival, gdzie przez jeden sezon odtwarzała rolę Daphne Stillington w sztuce Noëla Cowarda, Present Laucher oraz w komedii A Midsummer Night's Dream Williama Szekspira, w której grała Helenę.
W 2004 została zaangażowana do sitcomu Nie ma to jak hotel. Wcielała się w postać piosenkarki hotelowej Carey Martin, matki bliźniaków Zacka i Cody’ego (Dylan i Cole Sprouse). Rola w serialu odbudowała popularność Kim, którą zdobyła w czasie emisji Another World. Zagrała też w czterech odcinkach jego kontynuacji – Suite Life: Nie ma to jak statek. W 2005 wzięła udział w filmie Sky High w którym zagrała profesor Jeannie Elastic, jednak sceny z jej udziałem zostały ostatecznie wycięte.
Od 2010 do 2019 grała w serialu science fiction Nie z tego świata gdzie wcielała się w rolę szeryf Jody Mills. Pierwszy raz wystąpiła w piątym sezonie serialu w odcinku „Dead Men Don't Wear Plaid”. W styczniu 2018 odcinek pt. „Wayward Sisters” (s13e10) miał zostać wykorzystany w tytule ewentualnego spin-offu serialu w którym miałyby zagrać główne aktorki m.in. Briana Buckmaster, Kathryn Newton czy Kim Rhodes, a jego premiera miała odbyć się 8 lipca w stacji The CW. Ostatecznie nie doszło do jego realizacji.
W styczniu 2018 roku amerykański muzyk Jason Manns wydał cover album zatytułowany Recovering with Friends na którym zaśpiewała Kim, wraz z aktorami serialu Nie z tego świata w utworze „Knockin’ on Heaven’s Door” z repertuaru Boba Dylana.

## Działalność charytatywna
Od kilku lat, Rhodes wraz z inną aktorką serialu Supernatural Brianą Buckmaster, przekazują część zysków ze sprzedanych t-shirtów oraz obuwia, organizacji non-profit New Leash on Life, która zajmuje się poprawą jakości życia więźniów a także ratowaniem życia psów.

## Życie prywatne
Mieszka w Los Angeles w Kalifornii z mężem, aktorem Travisem Hodgesem – z którym wzięła ślub 11 lipca 2006. W maju 2008 urodziła córkę Tabithę Jane, u której we wczesnym dzieciństwie został zdiagnozowany autyzm.
Rodzice aktorki nie żyją. W 2012 jej ojciec popełnił samobójstwo. Cierpiał na chorobę alkoholową i ChAD.
Jest zwolenniczką ASPCA.
Wartość rynkowa aktorki wynosi 6 mln $.

## Filmografia
| Filmy            | Filmy                                   | Filmy                                  | Filmy                             |  |
| Rok              | Film                                    | Rola                                   | Uwagi                             |  |
| ---------------- | --------------------------------------- | -------------------------------------- | --------------------------------- |  |
| 2001             | In Pursuit                              | Ann Sutton                             | direct-to-video                   |  |
| 2004             | Święta Last Minute                      | Julie                                  |                                   |  |
| 2005             | Sky High                                | Elastic Girl/Professor Jeannie Elastic | sceny usunięte                    |  |
| 2008             | Mostly Ghostly                          | Harriett Doyle                         |                                   |  |
| 2008             | Dezercja                                | Jane Nichols                           |                                   |  |
| 2008             | A Kiss at Midnight                      | Maureen O’Connor the Nun               |                                   |  |
| 2010             | Cyrus                                   | Dr. Dallas                             |                                   |  |
| 2010             | Deadbeat                                | K.D.                                   |                                   |  |
| 2011             | A Crush on You                          | Val Brookston                          | film tv                           |  |
| 2011             | Mine                                    | Waitress                               | film krótkometrażowy              |  |
| 2011             | November 1                              | Marisa                                 | film krótkometrażowy              |  |
| 2011             | Beethoven’s Christmas Adventure         | Christine                              | direct-to-video                   |  |
| 2012             | Atlas Shrugged: Part 2                  | Lillian Rearden                        |                                   |  |
| 2016             | Riding 79                               | Betty                                  |                                   |  |
| Seriale          |                                         |                                        |                                   |  |
| Rok              | Serial                                  | Rola                                   | Uwagi                             |  |
| 1996–1999        | Another World                           | Cynthia „Cindy” Brooke Harrison        |                                   |  |
| 1999             | The Lot                                 | Rachel Lipton                          |                                   |  |
| 2000–2001        | As the World Turns                      | „Cindy” Harrison                       |                                   |  |
| 2005–2008        | Nie ma to jak hotel                     | Carey Martin                           | jedna z głównych ról; 87 odcinków |  |
| 2008–2011        | Suite Life: Nie ma to jak statek        | Carey Martin                           | udział specjalny; 4 odcinki       |  |
| 2010–2019        | Nie z tego świata                       | Szeryf Jody Mills                      | występuje od piątego sezonu       |  |
| 2013             | Switched at Birth                       | Tria                                   | 2 odcinki                         |  |
| 2014-2016        | Gortimer Gibbon's Life on Normal Street | Vicki Bowen                            | 9 odcinków                        |  |
| 2016             | Colony                                  | Rachel                                 | 6 odcinków                        |  |
| 2017             | Zabójcze umysły: poza granicami         | Assistant Director Linda Barnes        | 2 odcinki                         |  |
| 2018             | Zabójcze umysły                         | Assistant Director Linda Barnes        | 4 odcinki                         |  |
| Występy gościnne |                                         |                                        |                                   |  |
| Rok              | Serial                                  | Rola                                   | Uwagi                             |  |
| 1999             | Stan wyjątkowy                          | Roxanne Cole                           |                                   |  |
| 2000             | Star Trek: Voyager                      | chorąża Lyndsay Ballard / Jhet'leya    | S06E18 „Ashes to Ashes”           |  |
| 2000             | Zakręcony                               | Brooke                                 |                                   |  |
| 2000             | One World                               | Diane                                  |                                   |  |
| 2001             | Tragikomiczne wypadki z życia Titusa    | Tiffany                                |                                   |  |
| 2001             | The Invisible Man                       | Eleanor Stark                          |                                   |  |
| 2002             | Jak Pan może, panie doktorze?           | Julie                                  |                                   |  |
| 2002             | Dotyk anioła                            | Liz                                    |                                   |  |
| 2002             | Puls miasta                             | Julia Sloan                            |                                   |  |
| 2002             | Detektyw Monk                           | Katy Lindmen                           |                                   |  |
| 2002             | Bez śladu                               | Polly                                  |                                   |  |
| 2002             | Strong Medicine                         | Marla Cole                             | S03E08 „Contraindications”        |  |
| 2004             | CSI: Kryminalne zagadki Las Vegas       | Lydia Lopez                            | S04E20 „Dead Ringer”              |  |
| 2009             | Doktor House                            | Kobieta flirtująca, podczas zbiórki    | S06E01 „Broken”                   |  |
| 2011             | Free Agents                             | Kate                                   |                                   |  |
| 2012             | Till Death Do Us Part                   | Suzette                                |                                   |  |
| 2014             | Agenci NCIS                             | Oficer CIA, Sandra Jenkins             |                                   |  |
| 2015             | Key and Peele                           | Widow                                  |                                   |  |
| 2015             | Extant: Przetrwanie                     | Nicole                                 |                                   |  |
| Dubbing w grach  |                                         |                                        |                                   |  |
| Rok              | Tytuł                                   | Rola                                   | Uwagi                             |  |
| 1990             | Pit-Fighter                             | Heavy Metal                            |                                   |  |
| 2001             | Star Trek: Away Team                    | Yulana Oxila                           |                                   |  |
| 2015             | Star Trek Online                        | Jhet'leya                              | Mission „Dust to Dust”            |  |
| 2021             | Persona 5 Strikes                       |                                        |                                   |  |